# Amtsgericht Stepenitz
Das Amtsgericht Stepenitz war ein preußisches Amtsgericht mit Sitz in Stepenitz, Provinz Pommern.

## Geschichte
In Stepenitz bestand von 1849 bis 1879 die Gerichtskommission Stepenitz des Kreisgerichts Cammin. Das königlich preußische Amtsgericht Stepenitz wurde mit Wirkung zum 1. Oktober 1879 als eines von 14 Amtsgerichten im Bezirk des Landgerichtes Stettin im Bezirk des Oberlandesgerichtes Stettin gebildet. Der Sitz des Gerichtes war Stepenitz. Sein Gerichtsbezirk umfasste aus dem Kreis Cammin i. Pom. die Amtsbezirke Basenthin, Cantreck, Hohenbrück, Köpitz und Stepenitz, aus dem Amtsbezirk Fiskalische Gewässer den vorlängs der Landgrenze des Gerichtsbezirkes gelegenen Teil, aus dem Amtsbezirk Pribbernow den Gemeindebezirk Sabessow und den Gemeinde- und Gutsbezirk Pribbernow sowie aus dem Amtsbezirk Rißnow die Gemeindebezirke Hermannsthal, Medewitz, Adlig und Königlich Alt-Sarnow und den Gutsbezirk Neu-Sarnow. Am Gericht bestand 1880 eine Richterstelle. Das Amtsgericht war damit ein kleines Amtsgericht im Landgerichtsbezirk.
Im Jahre 1945 wurden der größte Teil Pommerns, darunter der Sprengel des Amtsgerichtes Stepenitz, unter polnische Verwaltung gestellt und die deutschen Bewohner vertrieben. Damit endete die Geschichte des Amtsgerichtes Stepenitz.